# Cichorium
Cichorium es un género de plantas herbáceas de la familia de las asteráceas, que comprende ocho especies. Varias de ellas, en especial C. intybus (la achicoria), la única nativa de Europa, y C. endivia, se cultivan para uso alimentario.
Se emplean como verduras de ensalada, con un distintivo sabor amargo, y la raíz de C. intybus molida y tostada es un efectivo sucedáneo del café. Se emplean además a efectos ornamentales por su atractiva flor de color azul. Son conocidas comúnmente como lechuguillas.
Comprende unas 40 especies descritas y de estas, solo 10 aceptadas.

## Taxonomía
El género fue descrito por Carlos Linneo y publicado en Species Plantarum, vol. 2, p. 813, 1753. La especie tipo es Cichorium intybus L. 
Etimología
Cichorium: prestado del latín  cǐchǒrǐum, -ǐi, la achicoria, derivado del griego κιχόρεια. En Plinio el Viejo , Historia Naturalis (20, 74).

## Especies aceptadas
- Cichorium alatum Hochst. & Steud.
- Cichorium bottae Deflers
- Cichorium callosum Pomel
- Cichorium calvum Sch.Bip. ex Asch.
- Cichorium dubium E.H.L.Krause
- Cichorium endivia L.
- Cichorium hybridum Halácsy
- Cichorium intybus L.
- Cichorium pumilum Jacq.
- Cichorium spinosum L.[2]